# Jan Jakub Monowid
Jan Jakub Monowid – polski śpiewak operowy, kontratenor, absolwent Akademii Muzycznej im. Fryderyka Chopina w Warszawie. Jego debiut na scenie operowej odbył się w 2004 roku w Warszawskiej Operze Kameralnej, gdzie muzyk wcielił się w Ottona w „L’incoronazione di Poppea” Monteverdiego.

## Nagrody i wyróżnienia
| Rok  | Konkurs                            | Kategoria                                                                           | Rezultat    | Źródło |
| ---- | ---------------------------------- | ----------------------------------------------------------------------------------- | ----------- | ------ |
| 2011 | Gianni Bergamo Classic Music Award | Countertenor Competition                                                            | III miejsce | [ 2 ]  |
| 2013 | Teatralne Nagrody Muzyczne         | Najlepszy śpiewak                                                                   | Wygrana     | [ 3 ]  |
| 2018 | Fryderyki 2018                     | Fryderyki – album roku recital solowy (Already It Is Dusk)                          | Wygrana     | [ 4 ]  |
| 2018 | Fryderyki 2018                     | Fryderyki – album roku muzyka dawna (Antonio Caldara: Maddalena ai piedi di Cristo) | Wygrana     | [ 4 ]  |